# Motocross delle Nazioni 2009
Il Motocross delle Nazioni 2009 (conosciuto anche con i nomi Motocross des Nations, Motocross of Nations o MXDN), evento giunto alla sessantatreesima edizione, si è disputato nella Franciacorta in Italia nei giorni 3 e 4 ottobre 2009. È stato vinto dalla squadra statunitense, davanti alle squadre francese e belga.

## Gare

### Gara 1 (MX1 & MX2)
| Pos. | Pilota           | Moto     | Tempo   |
| ---- | ---------------- | -------- | ------- |
| 1    | Antonio Cairoli  | Yamaha   | 34'38"  |
| 2    | Chad Reed        | Suzuki   | a 1"    |
| 3    | Ryan Dungey      | Suzuki   | a 28"   |
| 4    | Clement Desalle  | Honda    | a 44"   |
| 5    | Marvin Musquin   | KTM      | a 56"   |
| 6    | Joshua Coppins   | Yamaha   | a 58"   |
| 7    | Tommy Searle     | KTM      | a 59"   |
| 8    | Jake Weimer      | Kawasaki | a 1'02" |
| 9    | Gareth Swanepoel | Kawasaki | a 1'11" |
| 10   | Ken Roczen       | Suzuki   | a 1'22" |

### Gara 2 (MX2 & Open)
| Pos. | Pilota             | Moto     | Tempo   |
| ---- | ------------------ | -------- | ------- |
| 1    | Gautier Paulin     | Kawasaki | 34'57"  |
| 2    | David Philippaerts | Yamaha   | a 3"    |
| 3    | Ivan Tedesco       | Honda    | s.t.    |
| 4    | Tanel Leok         | Yamaha   | a 37"   |
| 5    | Marvin Musquin     | KTM      | a 40"   |
| 6    | Maximilian Nagl    | KTM      | a 45"   |
| 7    | Steve Ramon        | Suzuki   | a 55"   |
| 8    | Ken Roczen         | Suzuki   | a 59"   |
| 9    | Brett Metcalfe     | Honda    | a 1'03" |
| 10   | Tyla Rattray       | Kawasaki | a 1'11" |

### Gara 3 (MX1 & Open)
| Pos. | Pilota             | Moto     | Tempo   |
| ---- | ------------------ | -------- | ------- |
| 1    | Ryan Dungey        | Suzuki   | 34'50"  |
| 2    | Steve Ramon        | Suzuki   | a 11"   |
| 3    | David Philippaerts | Yamaha   | a 19"   |
| 4    | Jonathan Barragan  | KTM      | a 25"   |
| 5    | Steven Frossard    | Kawasaki | a 32"   |
| 6    | Joshua Coppins     | Yamaha   | a 47"   |
| 7    | Ivan Tedesco       | Honda    | a 52"   |
| 8    | Maximilian Nagl    | KTM      | a 54"   |
| 9    | Chad Reed          | Suzuki   | a 57"   |
| 10   | Shaun Simpson      | KTM      | a 1'13" |

## Classifica finale
| Pos. | Squadra     | Punti |
| ---- | ----------- | ----- |
| 1    | Stati Uniti | 22    |
| 2    | Francia     | 30    |
| 3    | Belgio      | 39    |
| 4    | Germania    | 55    |
| 5    | Regno Unito | 55    |
| 6    | Italia      | 59    |
| 7    | Australia   | 73    |
| 8    | Estonia     | 78    |
| 9    | Sudafrica   | 84    |
| 10   | Svizzera    | 88    |